# Sezonul de snooker 2005/2006
Sezonul de snooker 2005/2006 reprezinta o serie de turnee de snooker ce se desfășoară între 2005 și 2006. 
| Data            | Turneu                     | Loc                 | Câștigător                      | Finalist                   | Scor  |
| 17 aug - 21 aug | Northern Ireland Trophy    | Belfast             | Matthew Stevens (Țara Galilor)  | Stephen Hendry (Scoția)    | 9-7   |
| 8 oct - 16 oct  | Grand Prix                 | Preston             | John Higgins (Scoția)           | Ronnie O'Sullivan (Anglia) | 9-2   |
| 29 oct          | Pot Black Cup              | City of Westminster | Matthew Stevens (Țara Galilor]) | Shaun Murphy (Anglia)      | 1-0   |
| 5 dec - 18 dec  | UK Championship            | York                | Ding Junhui (China)             | Steve Davis (Anglia)       | 10-6  |
| 15 ian - 22 ian | Saga Insurance Masters     | Wembley             | John Higgins (Scoția)           | Ronnie O'Sullivan (Anglia) | 10-9  |
| 30 ian - 5 feb  | Malta Cup                  | Portomaso           | Ken Doherty (Irlanda)           | John Higgins (Scoția)      | 9-8   |
| 27 feb - 5 mar  | Welsh Open                 | Newport             | Stephen Lee (Anglia)            | Shaun Murphy (Anglia)      | 9-4   |
| 19 mar - 26 mar | China Open                 | Beijing             | Mark Williams(Țara Galilor)     | John Higgins (Scoția)      | 9-8   |
| 15 apr - 1 mai  | World Snooker Championship | Sheffield           | Graeme Dott (Scoția)            | Peter Ebdon (Anglia)       | 18-14 |